# Пять лир (монета Италии)
5 лир (итал. 5 lire) — итальянская монета, имевшая хождение в Италии с 1861 по 2001 год. За 140 лет от момента объединения Италии до введения евро было выпущено много монетных типов монет номиналом в 5 лир. Ряд из них выпустили многосотмиллионными и миллиардными тиражами, одна в количестве всего 114 экземпляров. По мере девальвации итальянской лиры её покупательная способность снизилась в десятки тысяч раз. Первые 5 лир содержали 25 г серебра 900-й пробы. В 2002 году, когда производился обмен наличных денег на евро, 5 лир соответствовали 0,258 евроцента.

## Королевство Италия
За время существования королевства Италия было выпущено несколько типов монет номиналом в 5 лир. Все они содержат изображение монарха на аверсе. На гурте расположены слова «FERT FERT FERT», представляющие девиз Савойского дома.

### Правление Виктора Эммануила II
За время правления Виктора Эммануила II (1861—1878) было отчеканено три типа монет номиналом в 5 лир. Первый появился уже в 1861 году. По своей сути он явился памятным знаком в честь объединения Италии. Об этом свидетельствуют наличие на реверсе надписи «MARZO 1861» (дата объединения), указание места выпуска — «FIRENZE» (Флоренция), отсутствие названия государства. Одновременно имеется указание номинала «CINQUE LIRE ITALIANE». Хоть на монетном дворе Флоренции выпускали монеты номиналом в 5 лир и до объединения Италии, изображение и памятный характер знака стали частной инициативой директора Луиджи Ридольфи. На аверсе, под изображением короля, имеется небольшое личное изображение по типу знака медальерного мастера, которое об этом свидетельствует. Это вызвало определённое недовольство официальных лиц государства. Однако небольшой тираж в 22 тысячи, идентичность весовых характеристик с другими монетами данного номинала не привели к существенному влиянию данного выпуска на денежное обращение Италии. Данная монета признана первой памятной монетой королевства Италия.
В 1863 и 1865 годах на монетном дворе Турина выпустили золотые 5 лир. Её выпуск был обусловлен соглашениями в рамках подготовки создания Латинского монетного союза, направленного на унификацию денежного обращения целого ряда европейских государств. Из-за своего малого размера (вес 1,61 г, диаметр 17 мм) она была крайне неудобной для оборота. При этом она циркулировала одновременно с серебряными аналогами. 5 ноября 1878 года золотые 5 лир демонетизировали.
Серебряные 5 лир 1861—1878 годов чеканили миллионными тиражами на монетных дворах Турина, Неаполя, Милана и с 1870 года Рима. О происхождении той или иной монеты говорит знак монетного двора — небольшая буква на реверсе монеты. Для Турина это «T», Неаполя — «N», Милана — «M», Рима — «R». Изображения на ней были стандартными для монет королевской Италии — портрет короля на аверсе, герб Савойского дома и легенда с обозначением номинала и страны на реверсе.

### Правление Умберто I
При Умберто I серебряные 5 лир выпустили только в 1878 и 1879 годах на монетном дворе Рима. Монеты 1878 и 1879 годов отличаются между собой по размерам портрета короля. В раннем выпуске она меньше, в позднем — чуть больше. На основании этого различия в каталоге авторства Gigante их выделяют в два отдельных монетных типа, в каталоге Krause такое разделение отсутствует. Создателем штемпелей стал медальер Филиппо Сперанца, чьё имя присутствует в самом низу портретного изображения.

### Правление Виктора Эммануила III
При Викторе Эммануиле III (1900—1946) было выпущено пять монетных типов 5 лир. Первый тип, получивший название «Aquila Sabauda» («Савойский орёл»), был отчеканен в количестве всего лишь 114 экземпляров. Это были первые монеты с изображением нового короля, и они предназначались исключительно для подарков королю, королеве, министрам и другим высокопоставленным лицам государства. В 1911 году тиражом 60 тысяч отчеканили памятные 5 лир в честь 50-летия основания королевства Италия. Она получила название «Cinquantenario» (рус. 50-летие). На реверсе монеты изображены мужчина и женщина, символизирующие Италию и Рим, на фоне военного парового корабля. Одновременно с тем же изображением в оборот поступили золотые 50 лир, а также медные 10 чентезимо и серебряные 2 лиры. В 1914 году выпустили ограниченным тиражом одну из красивейших монет Италии с изображением несущейся, запряжённой 4 лошадьми колесницы, которой управляет женщина, представляющая аллегорическое изображение Италии.
С началом Первой мировой войны большинство стран, в том числе и Италия, отказались от золотомонетного стандарта. 21 декабря 1927 года королевским указом № 2325 для стабилизации денежного обращения было введено новое соотношение национальной валюты к благородным металлам. 100 лир приравнивались к 7,919 г чистого золота. С 1926 по 1935 годы выпускали монеты номиналом в 5 лир уже с новыми весовыми характеристиками (5 г серебра 825 пробы). Особенностью выпуска стала их чеканка тиражами в десятки миллионов для широкого оборота с 1926 по 1930 год и исключительно для нумизматов с 1931 по 1935 год по 50 штук ежегодно. 15 июня 1935 года в Gazzetta Ufficiale опубликовано предписание об изъятии данных монет из широкого оборота. Это было обусловлено тем, что на новых монетах стали помещать не только год выпуска, но и год прихода Муссолини к власти римскими цифрами. 18 января 1937 года вышло постановление о демонетизации монет данного типа (с одной датой) 31 декабря 1945 года.
В 1936 году появился новый тип 5 лир с изображением богини плодовитости Фекундитас с четырьмя детьми. Внизу фигуры помещены номинал, два года выпуска — один по стандартному григорианскому календарю, другой — прихода к власти в Италии фашистской партии. Монету для оборота выпускали всего лишь 2 года в 1936 и 1937. Ещё в течение 1938—1941 годах исключительно для нумизматов чеканили 20 экземпляров ежегодно.

## Итальянская республика
В Итальянской республике 5 лир стали разменной монетой, которую чеканили многомиллионными тиражами. Их выпускали с 1946 по 2001 год. По мере девальвации лиры их покупательная способность падала. Последние несколько лет с 1999 по 2001 год их чеканили исключительно для нумизматов либо качества пруф, либо в наборах. С 2002 года страна перешла на евро. Обмен производился по курсу 1 евро за 1936,27 лиры. Соответственно 5 лир на момент прекращения хождения соответствовали 0,25 евроцента.
За неполные 50 лет было выпущено 2 типа монет номиналом в 5 лир. В зависимости от нанесённых изображений они имеют названия «Виноград» и «Дельфин». Смена дизайна была обусловлена изменением в их весе и диаметре.
С 1 января 2002 года Италия перешла на евро. В наличном обороте лиры находились до 28 февраля 2002 года. При этом их можно было обменять в банке в течение 10 лет до 28 февраля 2012 года.

## Монетные типы
| Аверс | Реверс | Диаметр, мм | Вес, г | Гурт                                            | Металл              | Годы чеканки                     | Тираж                    |
| ----- | ------ | ----------- | ------ | ----------------------------------------------- | ------------------- | -------------------------------- | ------------------------ |
|       |        | 37          | 25     | FERT FERT FERT (между словами завитушки и розы) | серебро 900-й пробы | 1861                             | 21 472                   |
|       |        | 37          | 25     | FERT FERT FERT (между словами завитушки и розы) | серебро 900-й пробы | 1861, 1862, 1864—1866, 1869—1878 | Суммарно — 68 491 716    |
|       |        | 17          | 1,61   | рифлёный                                        | золото 900-й пробы  | 1863 1865                        | 196 830 407 936          |
|       |        | 37          | 25     | FERT FERT FERT (между словами завитушки и розы) | серебро 900-й пробы | 1878 1879                        | 100 000 4 000 000        |
|       |        | 37          | 25     | FERT FERT FERT (между словами завитушки и розы) | серебро 900-й пробы | 1901                             | 114                      |
|       |        | 37          | 25     | FERT FERT FERT (между словами завитушки и розы) | серебро 900-й пробы | 1911                             | 60 000                   |
|       |        | 37          | 25     | FERT FERT FERT (между словами завитушки и розы) | серебро 900-й пробы | 1914                             | 272 515                  |
|       |        | 23          | 5      | FERT FERT FERT (между словами завитушки и розы) | серебро 825-й пробы | 1926—1935                        | Суммарно — 161 528 250   |
|       |        | 23          | 5      | FERT FERT FERT (между словами завитушки и розы) | серебро 825-й пробы | 1936—1941                        | Суммарно — 1 116 080     |
|       |        | 26,7        | 2,5    | рифлёный                                        | алюминий            | 1946—1950                        | Суммарно — 211 112 500   |
|       |        | 20,2        | 1      | гладкий                                         | алюминий            | 1951—1956, 1966—2001             | Суммарно — 1 057 829 480 |

## Комментарии
Тиражи монет по годам
1. ↑  Тираж 5 лир Виктора Эммануила II по годам и монетным дворам: 1861T — 160 410, 1862T — 51 036, 1862N — 141 851, 1864N — 120 387, 1865N — 311 623, 1866N — 464 797, 1869M — 3 995 246, 1870M — 5 969 156, 1870R — н/д, 1871M — 6 796 534, 1871R — 403 505, 1872M — 7 093 156, 1872R — 29 228, 1873M — 8 438 247, 1873R — 16 540, 1874M — 12 000 000, 1875M — 8 981 994, 1875R — 1 018 006, 1876R — 6 390 343, 1877R — 4 409 657, 1878R — 1 700 000
2. ↑  Тираж 5 лир (1926—1935) Виктора Эммануила III по годам: 1926 — 5 405 000, 1927 — 92 887 460, 1928 — 9 907 540, 1929 — 33 803 000, 1930 — 19 525 000, 1931—1935 — по 50 ежегодно
3. ↑  Тираж 5 лир (1936—1941) Виктора Эммануила III по годам: 1936 — 1 016 000, 1937 — 100 000, 1938—1941 — по 20 ежегодно
4. ↑  Тираж 5 лир (1946—1950) по годам: 1946 — 81 000, 1947 — 16 500, 1948 — 25 125 000, 1949 — 71 100 000, 1950 — 114 790 000
5. ↑  Тираж 5 лир (1951—2001) по годам: 1951 — 40 260 000, 1952 — 57 400 000, 1953 — 196 200 000, 1954 — 436 400 000, 1955 — 159 000 000, 1956 — 400 000, 1966 — 1 200 000, 1967 — 10 600 000, 1968 — 7 500 000, 1969 — 7 910 000, 1970 — 4 200 000, 1971 — 8 600 000, 1972 — 16 400 000, 1973 — 28 800 000, 1974 — 6 600 000, 1975 — 7 000 000, 1976 — 8 800 000, 1977 — 6 700 000, 1978 — 3 600 000, 1979 — 5 000 000, 1980 — 5 000 000, 1981 — 5 000 000, 1982 — 8 700 000, 1983 — 5 000 000, 1984 — 2 100 000, 1985 — 3 000 000 и 20 000 качества пруф, 1986 — 5 000 000 и 17 500 качества пруф, 1987 — 7 000 000 и 10 000 качества пруф, 1988 — 5 000 000 и 9000 качества пруф, 1989 — 2 500 000 и 9260 качества пруф, 1990 — 2 500 000 и 9400 качества пруф, 1991 — 2 000 000 и 11 000 качества пруф, 1992 — 1 000 000 и 9500 качества пруф, 1993 — 1 000 000 и 9500 качества пруф, 1994 — 1 000 000 и 8500 качества пруф, 1995 — 3 000 000 и 7960 качества пруф, 1996 — 2 500 000 и 8000 качества пруф, 1997 — 1 000 000 и 8660 качества пруф, 1998 — 1 500 000 и 9000 качества пруф, 1999 — 51 800 и 8500 качества пруф, 2000 — 61 400 и 10 000 качества пруф, 2001 — 100 000 и 10 000 качества пруф